# Acid gadobenic
Gadobenic acid (INN, tên thương mại MultiHance) là một phức hợp của gadolinium với BOPTA phối tử. Ở dạng methylglucamine salt meglumine gadobenate (INNm) hoặc gadobenate dimeglumine (USAN), nó được sử dụng làm chất cản quang cộng hưởng từ dựa trên gadolinium.
BOPTA là một dẫn xuất của DTPA, trong đó một nhóm carboxyl cuối cùng, –C(O)OH được thay thế bằng -C–O–CH2C6H5. Như vậy axit gadobenic có liên quan chặt chẽ với axit gadopentetic. BOPTA được tổng hợp lần đầu tiên vào năm 1995. Trong ion gadolinium ion "gadobenate" có 9 tọa độ với BOPTA hoạt động như một phối tử 8 phối trí. Vị trí thứ chín được chiếm bởi một phân tử nước, trao đổi nhanh chóng với các phân tử nước trong vùng lân cận ngay lập tức của phức hợp thuận từ mạnh, cung cấp một cơ chế để tăng cường độ tương phản MRI.139 La NMR nghiên cứu về phức hợp La-BOPTA 2− diamag từ cho thấy rằng phức hợp Bt duy trì trong dung dịch cùng loại phối hợp như được tìm thấy, bằng phương pháp tinh thể học tia X, ở trạng thái rắn đối với muối disodium-BOPTA.